# The 39 Steps (Bühnenwerk)
The 39 Steps (deutsch: „Die 39 Stufen“) ist eine Farce nach dem 1915 erschienenen gleichnamigen Kriminalroman von John Buchan und dem Film von Alfred Hitchcock aus dem Jahr 1935. Das Stück wurde von Patrick Barlow geschrieben, der sich in seiner Adaption auf ein Originalkonzept von Simon Corble und Nobby Dimon für zwei Schauspieler stützte.

## Geschichte
Die Grundidee des Stücks ist es, die komplette Handlung des Films mit nur vier Schauspielern und sparsamsten Requisiten auf einer einfachen Bühne nachzuerzählen. Ein Schauspieler stellt den Helden namens Richard Hannay dar, eine Schauspielerin verkörpert die drei Frauen, mit denen es im Lauf der Handlung zu romantischen Verwicklungen kommt, die beiden anderen Schauspieler spielen sämtliche andere Figuren (männliche wie weibliche), gelegentlich sogar unbelebte Objekte. Dies macht schnelle Stimmungswechsel (Licht, akustische Untermalung) erforderlich, gelegentlich müssen die Schauspieler auch mehrere Figuren zur selben Zeit spielen. Auf diese Weise wird die spannende und völlig ernst gemeinte Spionagegeschichte des Films zu einer komödiantischen Handlung im Stil von Monty Python. Der Text ist voller Anspielungen und Verballhornungen anderer Hitchcock-Filme vom Fenster zum Hof über Psycho bis Der unsichtbare Dritte.
Das Stück in der Fassung für vier Schauspieler wurde im Juni 2005 am West Yorkshire Playhouse unter der Regie von Fiona Buffini uraufgeführt, ein Jahr später folgte die erste Londoner Produktion unter dem Titel „John Buchan's The 39 Steps“ am Tricycle Theatre. Die deutschsprachige Erstaufführung war am 17. April 2008 im Grenzlandtheater Aachen. Seither wurde es in unzähligen Produktionen in den verschiedensten Ländern gegeben (u. a. UK, USA, Australien, Kanada, Israel, Hongkong, Mexiko, Griechenland, Spanien, Argentinien, Philippinen, Südkorea).

## Auszeichnungen
Das Stück wurde als „Best Comedy“ mit dem Olivier Award (2007) und dem What's On Stage Award ausgezeichnet, die Produktion am Broadway (2008) erhielt zwei Tony Awards (Bestes Lichtdesign und Bestes Tondesign).